# خرمال أليف الصخر
خرمال أليف الصخر (الاسم العلمي: Diospyros rupicola) هو نوع من النباتات يتبع جنس الخرمال من الفصيلة الأبنوسية.